# 朝鮮細棘鰕虎魚
朝鮮細棘鰕虎魚，为輻鰭魚綱鰕虎鱼目鰕虎鱼亚目鰕虎魚科的其中一種，分布於西太平洋區的朝鮮半島海域，棲息在河口及沿岸的泥底質淺水處，體長可達7公分。

## 扩展阅读
維基物種上的相關：朝鮮細棘鰕虎魚